# Koisuru fortune cookie
Koisuru fortune cookie (恋するフォーチュンクッキー?, Koisuru fōchun kukkī) è il 32° singolo del gruppo di idol giapponesi AKB48, pubblicato nell'agosto 2013.
Una versione del brano intitolata Fortune Cookie In Love: Fortune Cookie Yang Mencinta è stata pubblicata contestualmente in Indonesia dal gruppo-gemello JKT48.

## Tracce

### Tipo A
CD
1. Koisuru fortune cookie (恋するフォーチュンクッキー) – 4:47
2. Ai no imi wo kangaete mita (愛の意味を考えてみた) – 3:06 – Under Girls
3. Kondo koso ecstasy (今度こそエクスタシー) – 3:21 – Next Girls
4. Koisuru fortune cookie off vocal ver. (恋するフォーチュンクッキー off vocal ver.) – 4:47
5. Ai no imi wo kangaete mita off vocal ver. (愛の意味を考えてみた off vocal ver.) – 3:06
6. Kondo koso ecstasy off vocal ver. (今度こそエクスタシー off vocal ver.) – 3:19

DVD
1. Koisuru fortune cookie Music Video (恋するフォーチュンクッキー Music Video)
2. Koisuru fortune cookie Choreography Type A (恋するフォーチュンクッキー 振り付け映像 Type A)
3. Ai no imi wo kangaete mita Music Video (愛の意味を考えてみた Music Video)
4. Kondo koso ecstasy Music Video (今度こそエクスタシー Music Video)
5. SF shojo drama series ADS77 part 1 (SF 少女ドラマシリーズ「ADS77」：第一幕 ナナという姉)

### Tipo K
CD
1. Koisuru fortune cookie (恋するフォーチュンクッキー) – 4:47
2. Ai no imi wo kangaete Mita (愛の意味を考えてみた) – 3:06 – Under Girls
3. Suitei Marmalade (推定マーマレード) – 4:41 – Future Girls
4. Koisuru fortune cookie off vocal ver. (恋するフォーチュンクッキー off vocal ver.) – 4:47
5. Ai no imi wo kangaete mita off vocal ver. (愛の意味を考えてみた off vocal ver.) – 3:06
6. Suitei marmalade off vocal ver. (推定マーマレード off vocal ver.) – 4:40

DVD
1. Koisuru fortune cookie Music Video (恋するフォーチュンクッキー Music Video)
2. Koisuru fortune cookie Choreography Type K (恋するフォーチュンクッキー 振り付け映像 Type K)
3. Ai no imi wo kangaete mita Music Video (愛の意味を考えてみた Music Video)
4. Suitei marmalade Music Video (推定マーマレード Music Video)
5. SF shojo drama series ADS77 part 2 (SF少女ドラマシリーズ「ADS77」：第二幕 廃棄)

### Tipo B
CD
1. Koisuru fortune cookie (恋するフォーチュンクッキー) – 4:47
2. Saigo no door (Tomomi Itano's graduation song) (最後のドア(板野友美卒業ソング)) – 4:22
3. Namida no sei janai (Mariko Shinoda's graduation song) (涙のせいじゃない（篠田麻里子卒業ソング）) – 5:27
4. Koisuru fortune cookie off vocal ver. (恋するフォーチュンクッキー off vocal ver.) – 4:47
5. Saigo no door off vocal ver. (最後のドア off vocal ver.) – 4:22
6. Namida no sei janai off vocal ver. (涙のせいじゃない off vocal ver.) – 5:25

DVD
1. Koisuru fortune cookie Music Video (恋するフォーチュンクッキー Music Video)
2. Koisuru fortune cookie Choreography Type B (恋するフォーチュンクッキー 振り付け映像 Type B)
3. Saigo no door Music Video (最後のドア Music Video)
4. Namida no sei janai Music Video (涙のせいじゃない Music Video)
5. SF shojo drama series ADS77 part 3 (SF少女ドラマシリーズ「ADS77」：第三幕 降霊)